# Claudio Ronco (musicista)
Claudio Ronco (Torino, 16 settembre 1955) è un musicista e violoncellista italiano.

## Biografia
Claudio Ronco ha studiato violoncello al Conservatorio "Giuseppe Verdi" di Torino con Renzo Brancaleon e Pietro Nava.   
Interessato agli stili extraeuropei, nel 1976 si è diplomato in musica indiana all'Università di Calcutta.   
Tornato in Europa, ha continuato i suoi studi a Ginevra, Basilea e Parigi con Anner Bylsma e Christophe Coin.  
Dal 1980 è uno dei violoncellisti barocchi più richiesti in Europa ed è membro del Vienna Clemencic Consort, dell'Ensemble 415, del Quartetto Razumovsky e dell'ensemble Hesperion XXI di Jordi Savall nel ruolo di solista. La maggior parte della discografia del Clemencic Consort di Vienna annovera Claudio Ronco come violoncellista sulle etichette Harmonia Mundi, Sony, Accord Musifrance e Nuova Era. 
Ronco è anche esecutore ed editore di molte delle sue scoperte musicologiche in un repertorio che comprende le opere del virtuoso violoncellista napoletano Salvatore Lanzetti, opere poco conosciute di Niccolò Paganini, del suo maestro Alessandro Rolla, la registrazione completa dei trii per pianoforte dei compositori danesi Niels Wilhelm Gade e Peter Heise, e le sonate del celebre violoncellista Alfredo Piatti. È anche autore di numerose registrazioni delle proprie opere.
Claudio Ronco è stato consulente storico dell'azienda specializzata in corde fondata dal chimico e produttore di corde Mimmo Peruffo. In questo ruolo  Ronco ha potuto dare un contributo significativo alla riscoperta, alla ricerca e alla produzione di corde in budello secondo i modelli storici. Questa attività ha consentito di ottenere un significativo aumento della qualità dell'esecuzione musicale, della conoscenza storico-filosofica e dell'espressione tonale e tecnica. 
Claudio Ronco vive e lavora a Venezia e con la sua compagna, la violoncellista Emanuela Vozza, pubblica regolarmente le sue nuove scoperte musicologiche come, ad esempio, le composizioni di Martin Berteau, Jean-Baptiste Janson, Jean-Baptiste Bréval, Giacobbe e James Cervetto, Jean-Louis Duport, Venceslaus Spourni, Ignace Pleyel, Jean-Baptiste Barrière e Johann Carl Bischoff e altri, per l'etichetta musicale italiana Urania Records.